# インボルク
インボルク（英語: Imbolc）またはインボルグ（英: Imbolg）は、春の訪れを祝うケルト人の祭りである。アイルランド語ではイモルグといい、インボルクの読みは英語化したものである。キリスト教においては聖ブリギッドの祝日でもあり、ブリギッドの聖日（スコットランド・ゲール語: Là Fhèill Brìghde、アイルランド語: Lá Fhéile Bríde）とも呼ばれる。冬至と春分とのほぼ中間点にあたる2月1日または2月2日に祝うのが一般的である。南半球では8月1日に行われる。

## 概要
中世にノルマン人がアイルランドを侵略する前から、ゲール人支配下のアイルランドでの祝祭であった。アルスター物語群の『エヴェルへの求婚』に、この祭りに関する記述がみられる。冬至と春分の中間に当たる2月1日に祝われるイモルクは、5月のベルタナ（Beltane）、8月のルーナサ（Lughnasadh）、11月のサウィン（Samhain）と並ぶクロス・クォーター・デイズのひとつである。
ケルト神話の女神ブリギッドの祝日とされる。この女神は太陽の光に加え、健康（医療）と鍛冶を司り、芸術や収穫と家畜、自然にも関わっている。とりわけ、羊が子を産む季節や乳に大きな役割を担っており、子羊が生まれるとインボルクが近いと言われた。また、グラストンベリー山の塔の南西側のドアには、ブリギッドの乳しぼりの姿が見られるという。イモルグという名称自体が、古アイルランド語の「イ・モルグ（i mbolg）」（腹の中）すなわり羊の妊娠のことを指す古アイルランド語に由来すると考えられている。この単語の由来を「オイメリック」（ヒツジの乳）とする説もある。
インボルクのすぐ後にキャンドルマスが来るため、インボルクという単語が、時に、英語のキャンドルマスの訳語と思われ、同一視されることもある。そもそも、キリスト教が入って来て以来、インボルクを聖燭節と重ねるようになったともいわれている。
20世紀には、インボルクは、ネオペイガニズムの祭としてよみがえった。特にウイッカ、ネオドルイド教、そしてケルト復興主義者の間で祝われている。

## 歴史

### 有史以前

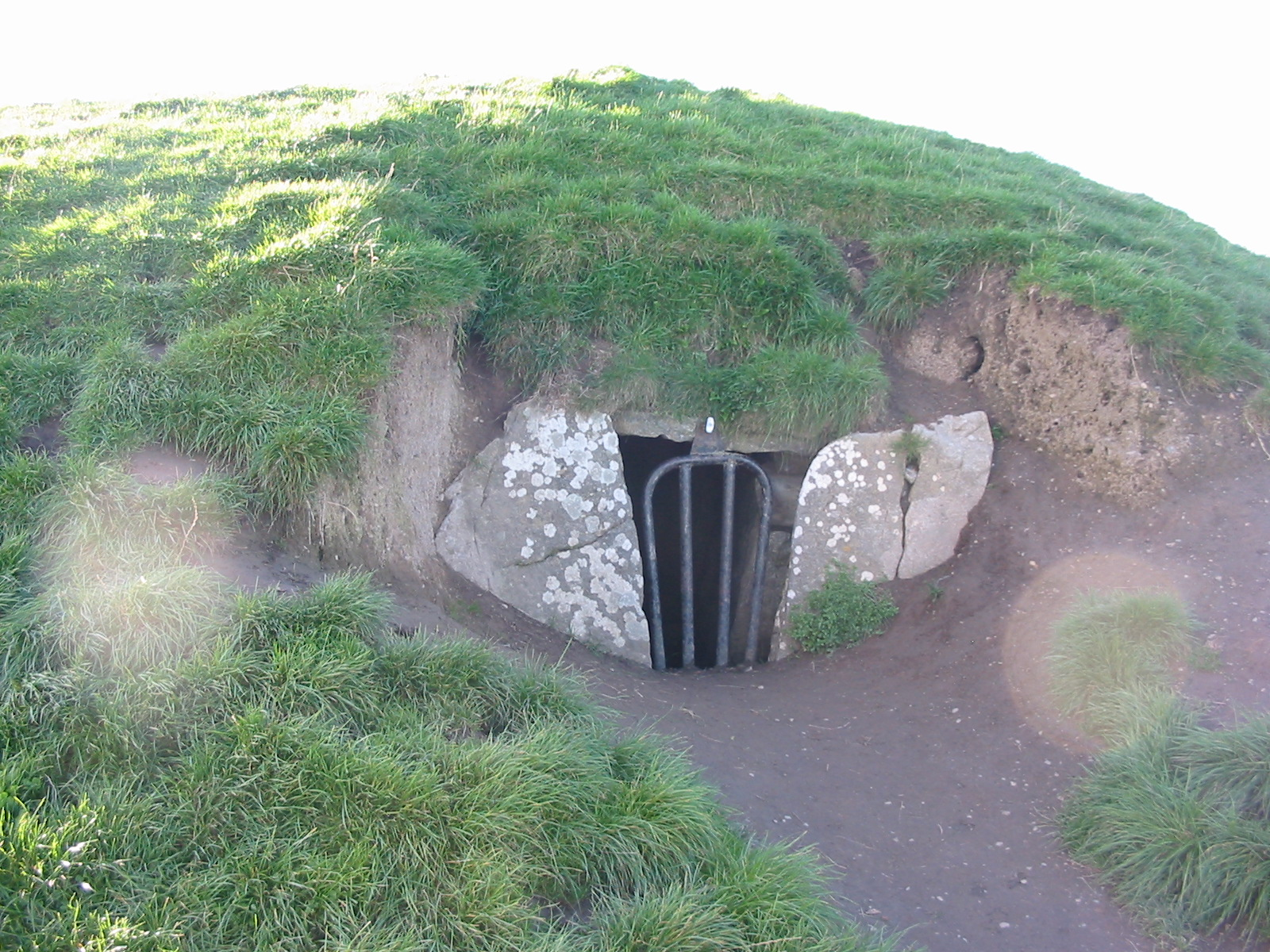
タラの丘の墳墓

インボルクの日について、ニューグレンジ遺跡のサイトによれば、新石器時代にはその日が決められていたとされる。これは、巨石文明の頃の、たとえば、アイルランドのミース県のタラの丘、人質の塚のような遺構の配置とも関連があり、遺跡では、インボルクやサムハインの日の出の際、太陽が、かつての墳墓の位置の延長線上に上るといわれる。

### ゲール人の時代

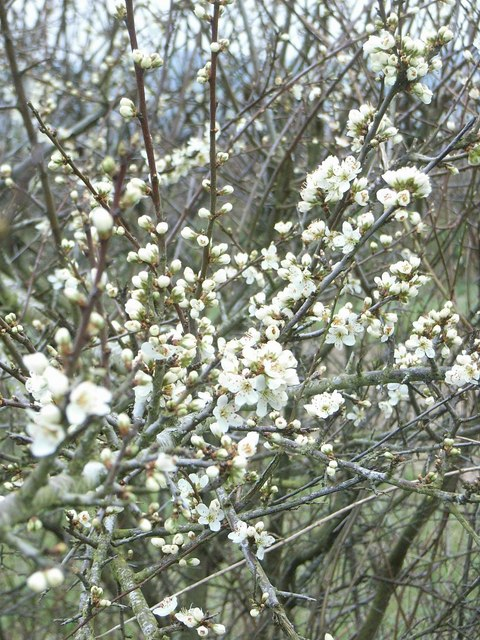
スピノサスモモの花

ゲール人支配下のアイルランドで、インボルクがどうやって祝われていたか、それを裏付けるものが、中世のアイルランドの文献にある。それ以外にも、19世紀から20世紀初頭の、アイルランドやスコットランドの田舎の民話をまとめたものもある。
農業に携わる人々にとって、インボルクは古来より、雌ヒツジの乳しぼり、その後すぐにやってくる子ヒツジの誕生を知らせるものとして、身近なものだった。研究者のチャドウィックによれば、この時期は、2月の始まりを中心に、前後最大2週間のひらきがある。しかし、それぞれの地域の気候もあって、農業の祝祭の時期に開きが生まれると、祭の時期、そして起源とに関しての議論を呼び起こすことにもなった。かつてヨーロッパの農民は、種まきの前に、土壌の浄化と祝別のためにたいまつ行列を行って、収穫をつかさどる神に敬意を表していた。インボルクは、そういった、収穫への希望の表れであるともいえる。
また、スピノサスモモはこの時期に咲くといわれる。

## ゲール民族の伝承

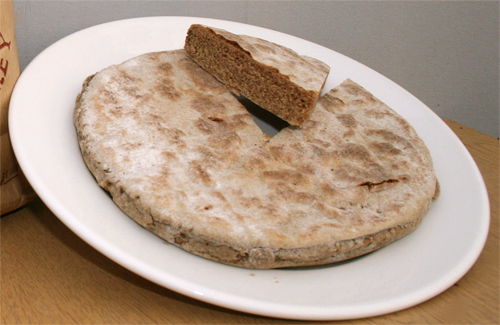
オークニー諸島のバノック

かつて、また今もなお、この祭りは暖炉と家庭の祭であり、日が長くなって、春の兆しが感じられるのを祝うものである。祝いには、暖炉の火と特別な食べ物（バター、牛乳、バノック）が用意され、今後の縁起を占うために、ろうそくの火や、天候が良ければ焚き火が用いられる。

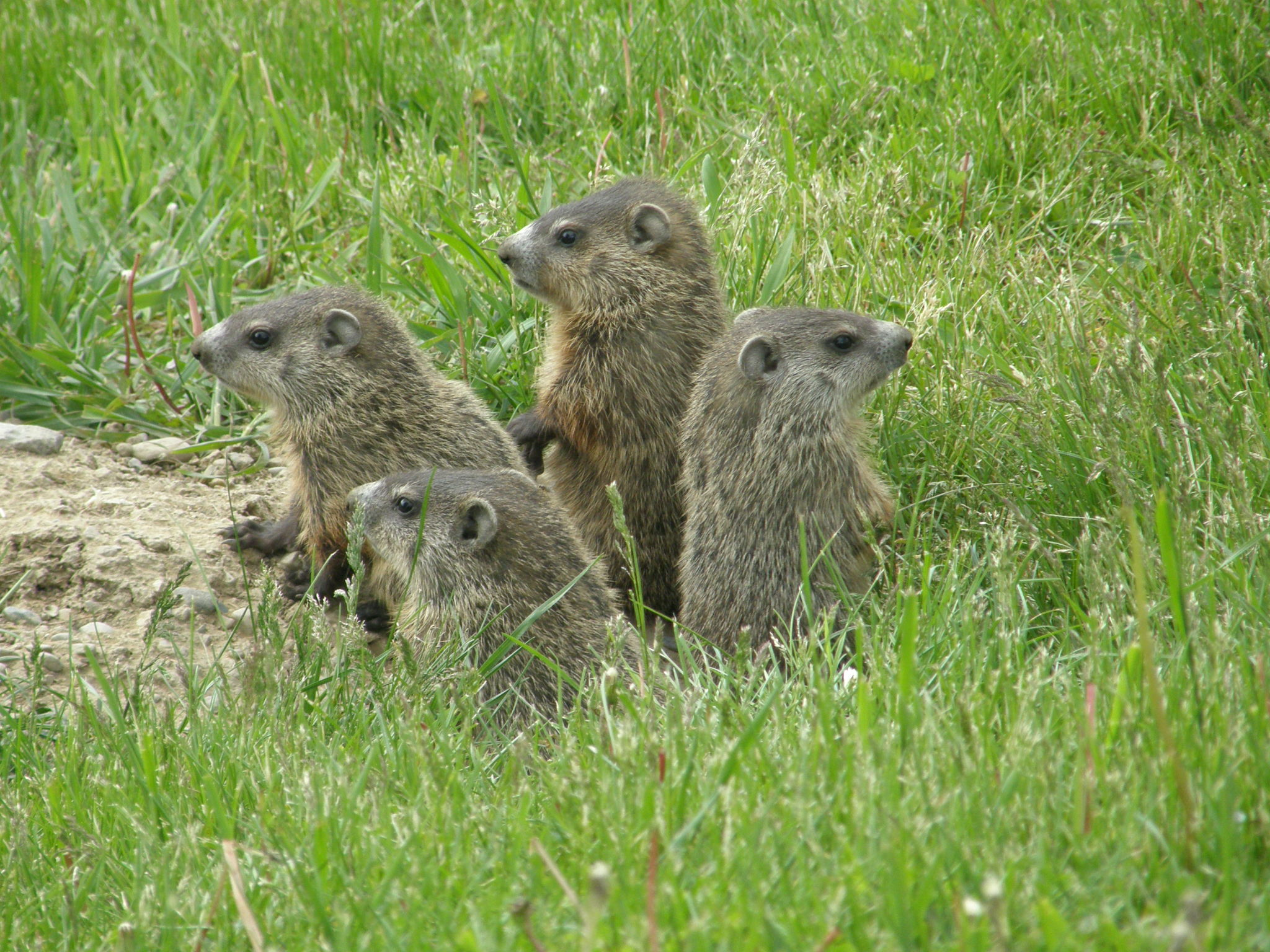
ウッドチャック

インボルクは伝統的に天候を占う日でもあり、蛇やアナグマが穴から出て来るのを見守るという古い言い伝えは、北アメリカのグラウンドホッグデー（2月2日、まれに14日に冬ごもりのウッドチャックが穴から出て来て、その日が晴天で自分の影を見た場合、また6週間の冬ごもりに入るという俗信）の先駆け的存在である。スコットランドのゲール人の、この日に関しての言い伝えにこのようなものがある。
Thig an nathair as an toll

Là donn Brìde,

Ged robh trì troighean dhen t-sneachd

Air leac an làir.

"The serpent will come from the hole

On the brown Day of Bride,

Though there should be three feet of snow

On the flat surface of the ground."

蛇が穴から出て来る、

この陰鬱なブリギッドの日に。

まだ雪は地面の上に、

3フィート（約91センチ）も積もっているのに。

インボルクはカリアッハ・ヴェーラ（ゲール民族の伝説に登場する妖婆）が、冬の残りの日々のために薪を探す日でもある。カリアッハ・ヴェーラは、冬を遅く終わらせようとたくらんでおり、インボルクが明るく晴れるのがわかると、今後も続く冬の薪拾いに精を出すため、この日が悪天候の場合、人びとは、冬がほぼ終わりかけていると知って安心するのである。マン島では、インボルクの日には、カリアッハ・ヴェーラが、くちばしに棒を何本もくわえた、巨大な鳥の姿で見えるという。

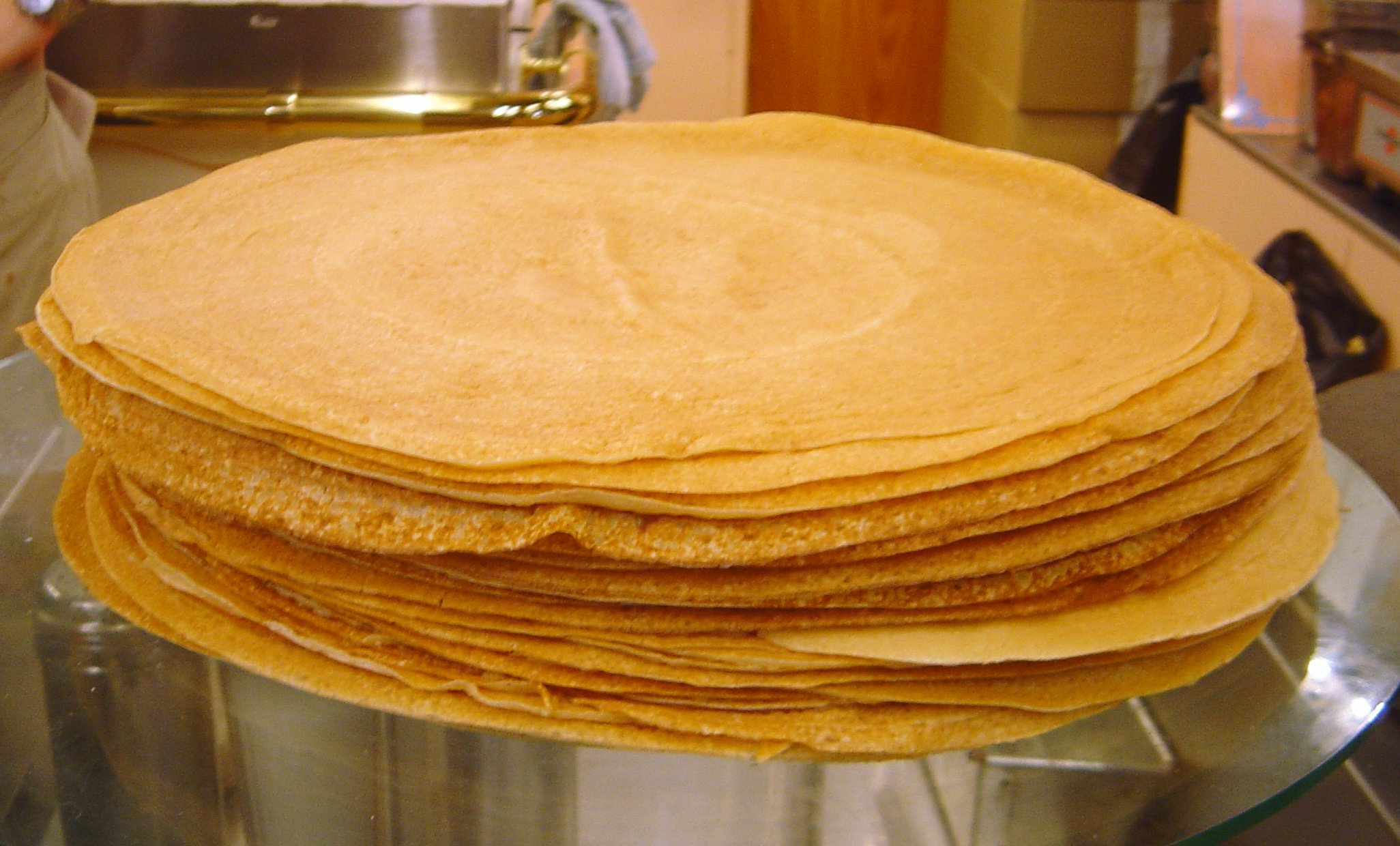
クレープ

火と清めは、この祭りの重要な側面である。詩と医療と鍛冶の、ゲールの女神ブリギッドはキリスト教では、女神と聖人の両面を持ち合わせ、聖なる井戸、医療に加え、神の火とも関連付けられている。ろうそくの明かりと火は、暖かさの再来と、やがて来る季節の太陽の力が増すことを表している。
カトリックの国フランスでは、キャンドルマスの祝いとして、伝統的にクレープが作られるが、その丸い形が太陽を表すといわれる。

## 聖ブリギッド
ある伝説によると、キリスト教がアイルランドに入る以前から、今に至るまで、インボルクには、ブリギッドのベッド作りが続けられている。家庭や町村の、若くて未婚の少女や女性が、ブリギッドを表す人形（ブリデオグBrideog、小さなブリギッドもしくは若いブリギッドの意味）をトウモロコシで作り、リボンや、ぴかぴかした石や貝で飾る。その人形を、聖ブリギッドの日の前夜（1月31日）にそのベッドに寝かせる。ベッドは暖炉のそばに置かれ、牛乳やバターやバノックが供えられる。
インボルクの前夜、ブリギッドは地上を歩くと言う。寝る前に、家族はそれぞれ服を一点か、細長い布切れを外にささげて置く。家長は、暖炉の火をかき消し、灰を平らにならしておく。朝になって、灰の表面に何かの跡が付いていたら、ブリジッドが夜の間、または朝にそこを通ったしるしといわれる。服や布切れは家の中にしまわれる、癒しまたは保護の力が与えられていると信じられる。
インボルク当日、少女たちは「ブリデオグ」を持って、町や隣近所を家から家へとめぐり歩く。この聖人と女神が合体した人形は、大きな敬意を以て迎えられる。大人の女性（結婚していて家庭を持っている女性）は家にいて、ブリデオグがやってくるのを迎え、そして恐らくは、硬貨やお菓子を与える。ブリギッドが、一年の半分を占める、光の季節の存在を表すもので、その力が、冬の暗い時期から春へと人々を導くものであるため、この時期の彼女の存在は非常に大事である。ブリデオグはその後1年間、暖炉のそばに置いたり、壁につるしたりして保存される。

## ネオペイガニズムの祝祭

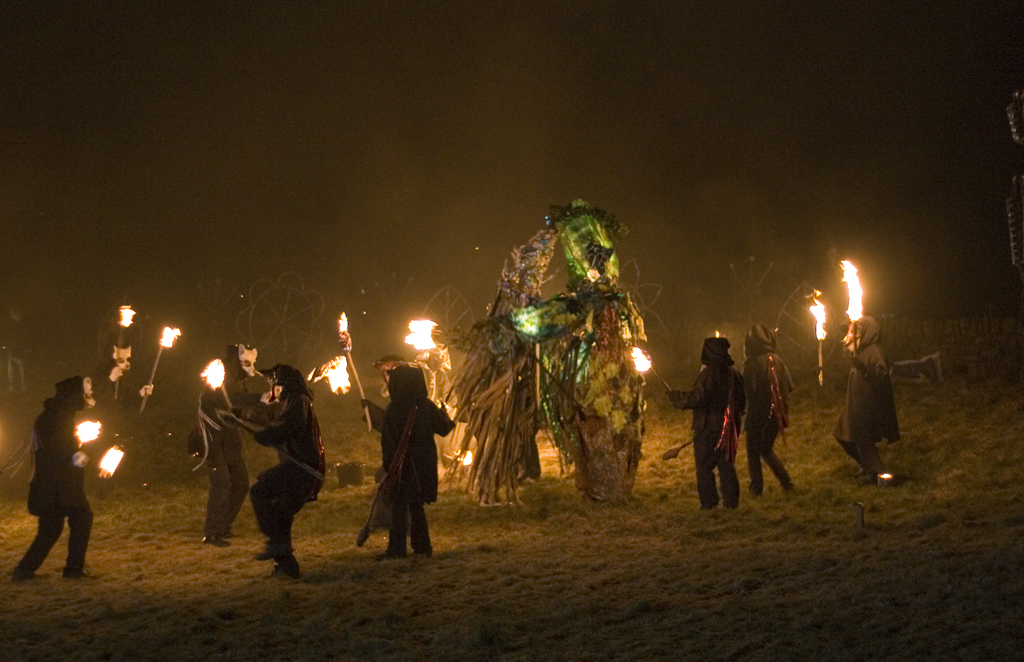
インボルクの祭り
（ウエストヨークシャー）

多様な伝統を持つネオペイガニズムの信者は、この日を様々な方法で祝う。儀礼の執り行い方、起源とも多岐にわたり、同じ名前の祭日でありながら、各人により儀式は相当に隔たりがある。ある信者は、古代ケルト民族の習慣、同様に現在のケルト文化の習慣をも取り入れ、ケルトのしきたりに極力忠実な方法で祭りを行う。また他の信者は、ケルト文化の習慣も含めた、色々な習慣の中から儀式を編み出してこの日を祝う。

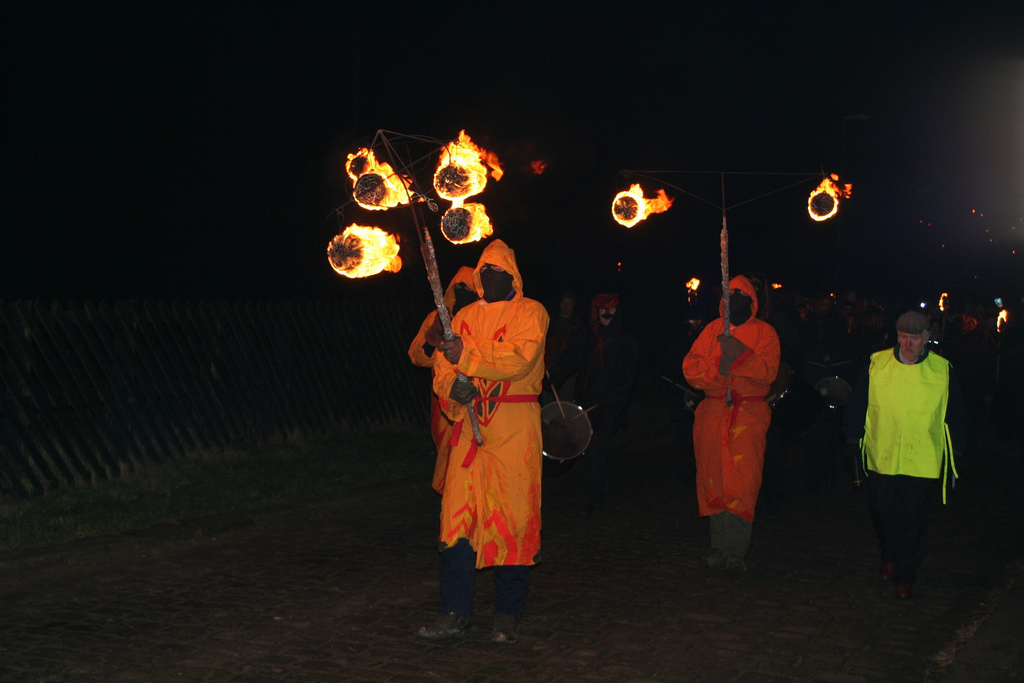
インボルクの行列
（ハダーズフィールド）

現代のネオペイガニズム信者は、北半球では2月の1日か2日に、南半球では8月の1日か2日にインボルクを祝う。彼らにとっては、冬至と春分の間にあたるこの時期が祝祭の時であり、その中間点に最も近い満月の時期、あるいは、サクラソウやタンポポや、その他の春の花が咲き始めた時、あるいは、巨石文明の時代の墳墓と、太陽が一列となって並ぶ時期にも、この祭りを行う。

### ケルト復興運動
他の復興主義者同様、ケルトの復興主義者も、歴史的に正確であるかどうか、そして、文化の保存を強く主張する。彼らは祭りを、伝統的な伝承と、ケルト6カ国（アイルランド、スコットランド、ウェールズ、ブルターニュ、マン島、コーンウォール）の間で守られて来た、また、世界のアイルランドとスコットランド移民の社会のしきたりに基づいて行う。また、古い時代の、ケルトの多神教の信仰について調べることもある。彼らは、春の最初の息遣いを感じると、あるいはこの時期に最も近い満月が出ると、祭りを行う。「ザ・シルバー・ボウ」や「ザ・カルミナ・ガデリーカ」といった文献に基づき、伝統的な歌が歌われ、儀礼が行われる。女神ブリギッドをたたえる日でもあり、彼女を奉じる多くの人々がこの時期を選んで儀式を行う。

### ウイッカ

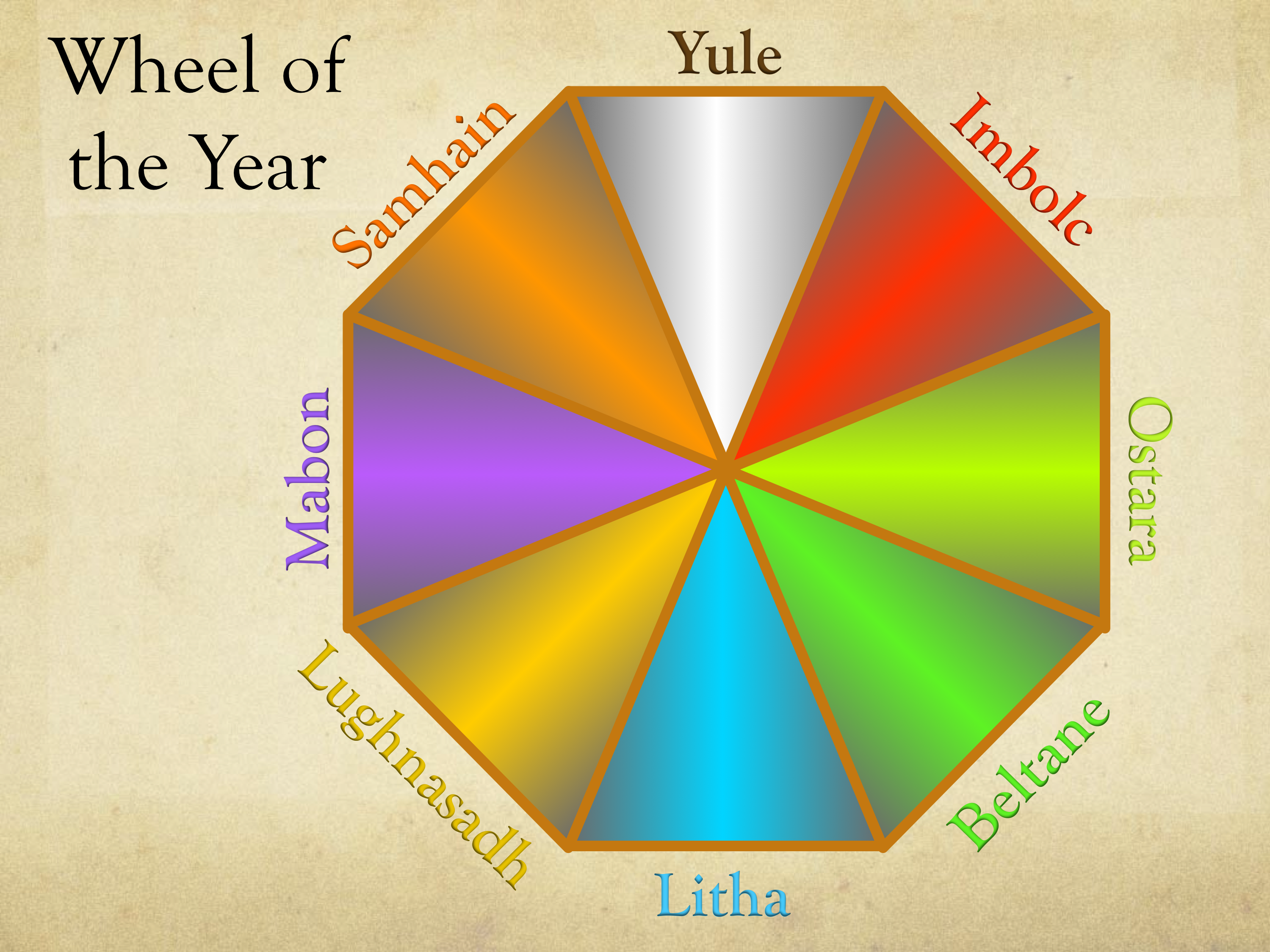
ホイール・オブ・ザ・イヤー。ユールの次にインボルクが来る。

ウイッカは、4大火祭りのひとつとして、インボルクの変形させた火祭りを行う。この4大火祭りは、「ホイール・オブ・ザ・イヤー」の8つの祭日（またはサバト）のうちの半分である。クロス・クオーター・デイの一つで、冬至（ユール）と春分（オスタラ）の間に位置する。詳しい占星術によると、北半球では、太陽がみずがめ座から15度の位置に達した時であり、南半球では、太陽がしし座から15度の地点に来た時である。この祭りは単にブリギッドとも呼ばれ、ダイアナ派ウイッカでは、インボルクは、イニシエーションの時期でもある。
インボルクは一般的にゲールの女神ブリギッドの祭りであり、それゆえウイッカの女神の祭りともなる。そのため、この日は「女性の祭り」とされ、魔女の集会（カヴン）の女性メンバーのための、特別な儀礼が行われるとみなされる。

## 関連書籍
- Carmichael, Alexander (1992) Carmina Gadelica: Hymns and Incantations (with illustrative notes on wards, rites, and customs dying and obsolete/ orally collected in the Highlands and Islands of Scotland) Hudson, NY, Lindisfarne Press, ISBN 0-940262-50-9
- Chadwick, Nora (1970) The Celts London, Penguin. ISBN 0-14-021211-6
- Danaher, Kevin (1972) The Year in Ireland. Dublin, Mercier. ISBN 1-85635-093-2
- McNeill, F. Marian (1959) The Silver Bough, Vol. 1-4. William MacLellan, Glasgow
- Ó Catháin, Séamas (1995) Festival of Brigit